# Greenacres (California)
Greenacres è un census-designated place (CDP) degli Stati Uniti d'America situato in California, nella contea di Kern. La popolazione è di 5566 persone (2010).